# تلمبه منصوری ۱
تلمبه منصوری ۱ یک منطقهٔ مسکونی در ایران است که در دهستان نگار واقع شده‌است.